# Pelle Rietveld

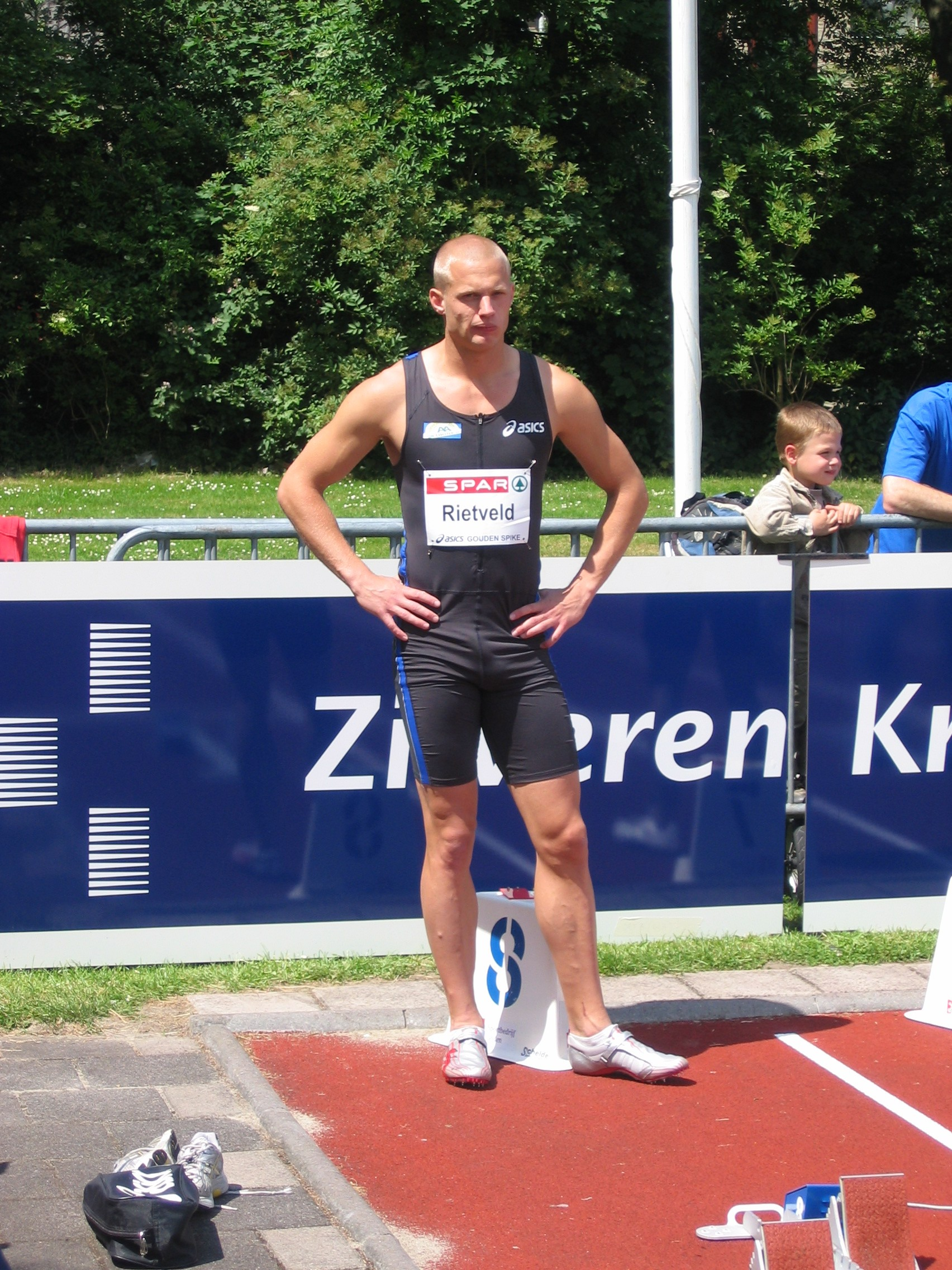
Pelle Rietveld tijdens de Gouden Spike '08

Pelle Rietveld (Boskoop, 4 februari 1985) is een Nederlandse voormalige atleet uit Zoetermeer, die was gespecialiseerd in de meerkamp. Hij werd zowel outdoor als indoor Nederlands kampioen in zijn specialiteit.

## Biografie
In 2001 werd Rietveld Nederlands jeugdkampioen bij de B-junioren op de 400 m. Een jaar later won hij wederom deze titel en werd tevens kampioen op de 400 m horden. Bij de A-junioren werd hij in 2003 en 2004 Nederlands jeugdkampioen op de tienkamp en de zevenkamp.
In 2003 werd Rietveld vijfde op het Europees jeugdkampioenschap tienkamp in Tampere met 7390 punten. In het jaar erop werd hij Nederlands jeugdkampioen op de tienkamp. Op de wereldkampioenschappen voor junioren in 2004 in Grosseto werd hij in deze discipline vierde met 7822 punten. In 2005 werd hij, wederom op dit zware atletiekonderdeel, veertiende op de EK voor neo-senioren (U23) in Erfurt.
Na een langdurige blessure die hem sinds de meerkamp in Erfurt aan de kant hield, wisselde Rietveld eind 2006 van trainer.
In mei 2007 maakte Pelle Rietveld zijn comeback op de tienkamp tijdens het Nederlands kampioenschap meerkamp. Hij sloot deze af met een persoonlijk puntenrecord en de titel. Tevens kwalificeerde hij zich voor de EK U23 in Debrecen.
Op 1 juli 2007 deed hij in Amsterdam mee aan de Nederlandse baankampioenschappen op de onderdelen 110 m horden, polsstokhoogspringen en verspringen. Hier gaf hij blijk in uitstekende vorm te zijn door op de 110 m horden een persoonlijk record te lopen van 14,21 s (derde plaats) en bij het verspringen met 7,27 m eveneens zijn persoonlijk record ruimschoots te verbeteren. Rietveld, die hiermee zilver haalde, werd door Joost van Bennekom verslagen, die in zijn laatste poging 1 cm verder sprong. Bij het polsstokhoogspringen werd hij zevende met een hoogte van 4,52.
Op 12 en 13 juli van 2007 deed Pelle mee aan de EK U23 in Debrecen. Hij eindigde na tien onderdelen op de vijfde plaats met een ruime verbetering van zijn persoonlijk record op de tienkamp naar 7955 punten, goed voor een zevende plaats op de lijst van beste Nederlands tienkampers aller tijden.
Rietveld was lid van ARV Ilion. Hij was student aan de Randstad Topsport Academie.

## Nederlandse kampioenschappen
Outdoor
| Onderdeel | Jaar |
| --------- | ---- |
| tienkamp  | 2007 |

Indoor
| Onderdeel   | Jaar |
| ----------- | ---- |
| 60 m horden | 2012 |
| zevenkamp   | 2012 |

## Statistieken

### Persoonlijke records
Outdoor
| Onderdeel            | Prestatie | Wind (m/s) | Datum              | Plaats     |
| -------------------- | --------- | ---------- | ------------------ | ---------- |
| 100 m                | 10,75     | +0,9       | 28 mei 2011        | Götzis     |
| 300 m                | 34,54     |            | 5 mei 2007         | Lisse      |
| 400 m                | 47,63     |            | 3 juli 2010        | Uden       |
| 1500 m               | 4.25,56   |            | 18 mei 2007        | Sittard    |
| 110 m horden         | 14,09     | +0,0       | 10 juni 2012       | Kladno     |
| hoogspringen         | 1,93      |            | 28 mei 2012        | Tilburg    |
| polsstokhoogspringen | 5,10      |            | 11 augustus 2013   | Moskou     |
| verspringen          | 7,27      | -0,7       | 30 juni 2007       | Amsterdam  |
| kogelstoten          | 14,81     |            | 21 mei 2011        | Emmeloord  |
| discuswerpen         | 41,88     |            | 2 juni 2012        | Zoetermeer |
| speerwerpen          | 73,07     |            | 7 mei 2016         | Lisse      |
| tienkamp             | 8204      |            | 31 mei/1 juni 2014 | Götzis     |

Indoor
| Onderdeel            | Prestatie | Datum            | Plaats     |
| -------------------- | --------- | ---------------- | ---------- |
| 60 m                 | 6,95      | 2 maart 2013     | Göteborg   |
| 1000 m               | 2:40,98   | 3 maart 2013     | Göteborg   |
| 60 m horden          | 7,82      | 10 februari 2013 | Apeldoorn  |
| hoogspringen         | 1,93      | 19 februari 2011 | Apeldoorn  |
| polsstokhoogspringen | 5,01      | 21 januari 2012  | Zoetermeer |
| verspringen          | 7,22      | 2 maart 2013     | Göteborg   |
| kogelstoten          | 14,78     | 28 januari 2012  | Praag      |
| zevenkamp            | 5906      | 2/3 maart 2013   | Göteborg   |

### Opbouw PR meerkamp en potentie op basis van PR's
In de tabel staat de uitsplitsing van het persoonlijk record op de tienkamp. In de kolommen ernaast staat ook het potentieel record, met alle persoonlijke records op de losse onderdelen en de bijbehorende punten.
|              | Uitsplitsing PR | Uitsplitsing PR | Uitsplitsing PR |              | Potentieel record | Potentieel record |
| Onderdeel    | Prestatie       | Wind (m/s)      | Punten          | Pers. record | Punten            |                   |
| ------------ | --------------- | --------------- | --------------- | ------------ | ----------------- | ----------------- |
| 100 m        | 10,93           | -0,2            | 876             | 10,75        | 917               |                   |
| verspringen  | 7,15            | -0,4            | 850             | 7,27         | 878               |                   |
| kogelstoten  | 13,92           |                 | 723             | 14,81        | 778               |                   |
| hoogspringen | 1,91            |                 | 723             | 1,93         | 740               |                   |
| 400 m        | 48,47           |                 | 886             | 47,63        | 927               |                   |
| 110m horden  | 14,14           | +0,0            | 957             | 14,09        | 963               |                   |
| discuswerpen | 39,89           |                 | 662             | 41,88        | 703               |                   |
| polshoog     | 5,06            |                 | 929             | 5,10         | 941               |                   |
| speerwerpen  | 68,38           |                 | 865             | 73,07        | 936               |                   |
| 1500 m       | 4.31,83         |                 | 733             | 4.25,56      | 774               |                   |
| Puntentotaal |                 |                 | 8204            |              | 8557              |                   |